# نشت
در فیزیک و شیمی، نشت فرآیندی است که در آن یک گاز از یک محفظه از طریق سوراخی با قطر بسیار کوچکتر از مسیر آزاد متوسط مولکول‌ها خارج می شود.  چنین سوراخی اغلب به عنوان روزنه توصیف می شود و خروج گاز به دلیل اختلاف فشار بین محفظه و محیط است.بدلیل اینکه برخورد بین مولکول ها در ناحیه روزنی بسیار کوجک است تحت این شرایط، اساساً تمام مولکول‌هایی که به سوراخ می‌رسند از آن عبور می هنگامی که قطر بزرگتر از مسافت آزاد میانگین گاز باشد، جریان از قانون جریان سامپسون تبعیت می کند.
در اصطلاح پزشکی، نشت به تجمع مایع در فضای آناتومیک ، معمولاً بدون مکان یابی گفته می شود. نمونه های خاص عبارتند از نشت ساب دورال ، ماستوئید ، پریکارد و پلور .
ریشه یابی
کلمه effusion از کلمه لاتین effundo گرفته شده است که به معنای "ریختن، بیرون ریختن، خالی کردن، خارج کردن از جایی" می باشد.
نفوذ به خلاء
نشت از یک محفظه متعادل به خلاء بیرونی را می توان بر اساس تئوری سینتیک محاسبه کرد.  تعداد برخوردهای اتمی یا مولکولی با دیواره محفظه در واحد سطح در واحد زمان ( نرخ برخورد ) به صورت زیر محاسبه می شود:

با فرض اینکه مسافت آزاد میانگین بسیار بزرگتر از قطر روزنه باشد و گاز را به عنوان یک گاز ایده آل فرض کرد. 
اگر یک منطقه کوچک 
𝐴
```
روی محفظه پانچ می شود تا به یک روزنه کوچک تبدیل شود، سرعت جریان نشت به صورت زیر خواهد بود:
```

تاثیر وزن مولکولی
در فشار و دمای ثابت، سرعت ریشه-میانگین مربع و در نتیجه سرعت نشت با جذر وزن مولکولی نسبت عکس دارد. به بیانی دیگر گازهایی وزن مولکولی کمتری دارند سریعتر از گازهایی با وزن مولکولی بیشتر نشت می کنند، به طوری که تعداد مولکول های سبک تر که از روزنه عبور می کنند در واحد زمان بیشتر است.
قانون گراهام
توماس گراهام شیمیدان اسکاتلندی (1805-1869) به روش تجربی دریافت که سرعت نشت یک گاز با جذر جرم ذرات آن نسبت معکوس دارد.  به عبارت دیگر، می توان بیان کرد که نسبت سرعت نشت دو گاز در دما و فشار ثابت با نسبت ریشه های جرم ذرات گاز رابطه عکس دارد.سرعت نشت گاز به صوزت مستقیم به سرعت متوسط ذرات آن بستگی دارد. پس هر چه سرعت ذرات گاز بیشتر ، احتمال نشت و عبور آن از روزنه نیز بیشتر است.
سلول نشت نادسن
سلول نشت Knudsen برای اندازه گیری فشار بخار یک جامد با فشار بخار بسیار ناچیز استفاده می شود. چنین جامدی در فشار کم با تصعید تبدیل به فاز گازی می شود. گاز به آرامی از روزنه نشت می کند.کاهش جرم با فشار گاز متناسب است و می توان از آن برای بدست آوردن فشار استفاده کرد استفاده از رابطه کلازیوس-کلاپیرونمی توان گرمای تصعید را با محاسبه فشار بخار به عنوان تابعی از دما بدست آورد. 
نشت (به انگلیسی: Effusion)، خروج جزئی یک سیال از یک سطح است. در تعریف ترمودینامیکی، نشت هنگامی صورت می‌پذیرد که اندازه قطر مخرج سیال در برابر پویش آزاد متوسط قابل چشم‌پوشی باشد.
بر پایه قانون پخش مولکولی گراهام، سرعت یک گاز نشتی، به وزن مولکولی آن وابسته است.